# Christer Sjögren (konstnär)
Georg Christer Natanael Sjögren, född 25 juni 1926 i Stockholm, död 13 oktober 2008 i Katarina församling i Stockholm, var en svensk glaskonstnär, skulptör, bildhuggare, medaljkonstnär, tecknare och formgivare.

## Biografi

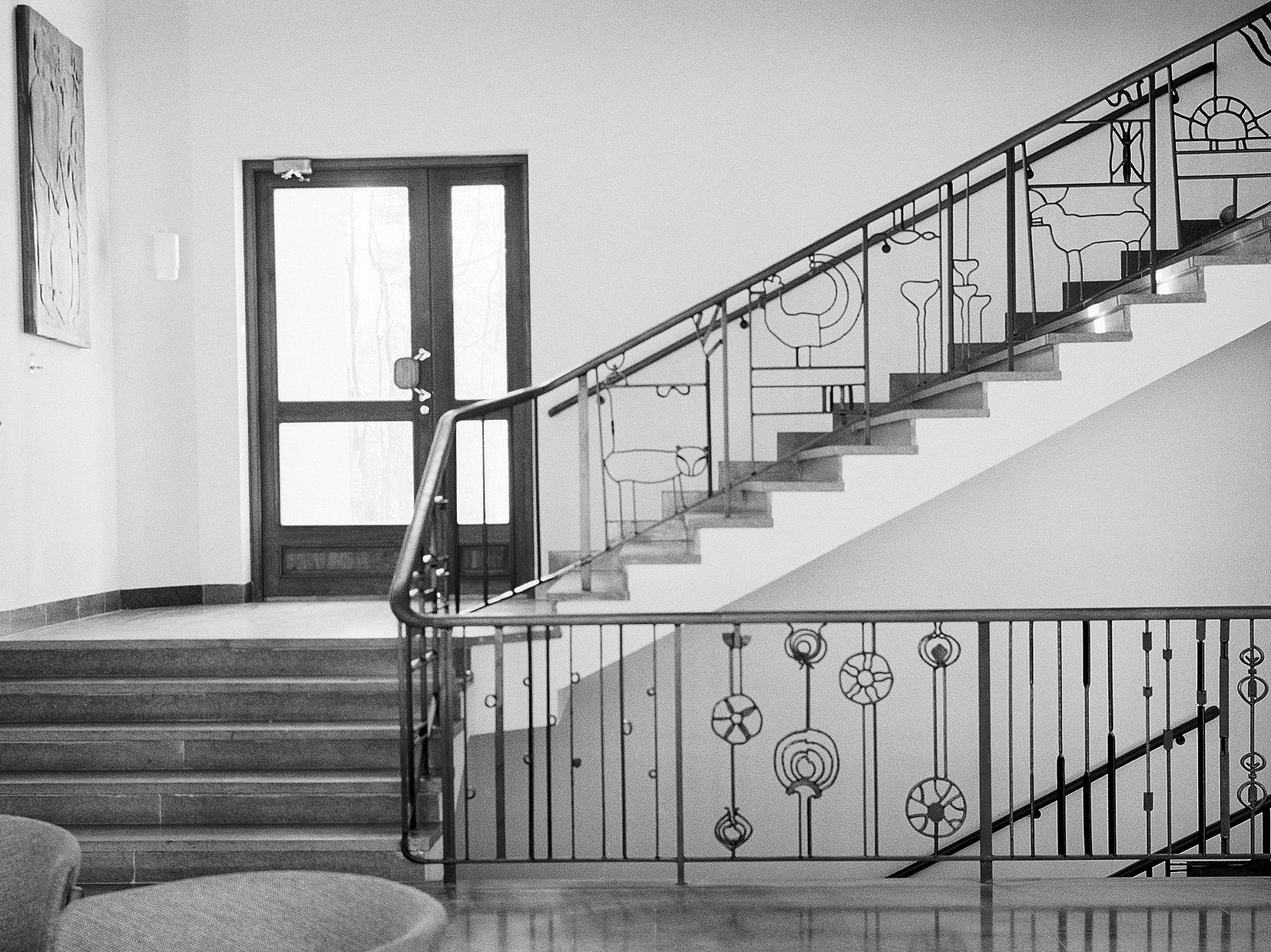
Trappräcke på Vår Gård.

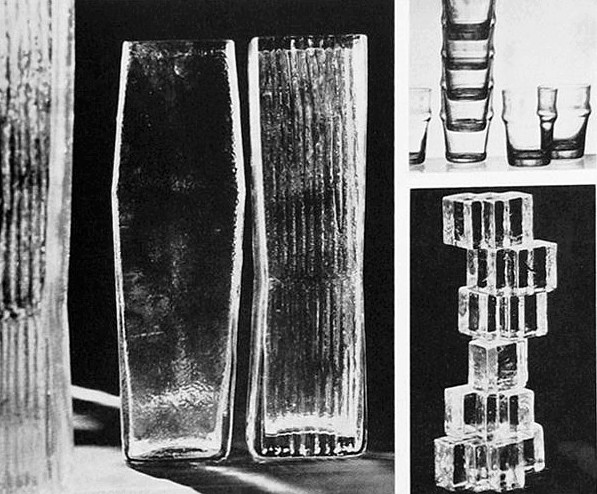
Sjögrens konst- och bruksglas.

Christer Sjögren var son till homeopaten Eibel Sjögren och Martha Kilander samt från 1953 gift med keramikern Eva Birgitta Ruth Lindbeck. Efter avlagt gesällprov som träbildhuggare 1947 studerade han skulptur vid Konstfackskolan 1948–1952 och för Stig Blomberg vid Kungliga konsthögskolans skulpturavdelning i Stockholm 1953–1958.
Efter sina studier fortsatte han att arbeta i trä, smide och betong och prisades vid ett flertal skulpturtävlingar, bland annat av Kungliga myntkabinettet för ett förslag över moderna medaljer. Till hans tidiga arbeten räknas ett trappräcke i smide med symboliska figurer från natur- och djurriket för Vår Gårds konferensanläggning i Saltsjöbaden, en betongvägg för Risbrinksskolan i Linköping samt en färgfönsterfris för varuhuset Domus i Växjö.
Han och hans fru hade sin verkstad vid Lundagatan i Stockholm. Så småningom specialiserade han sig på glas. Han uppmärksammades av disponenten för Lindshammars glasbruk, Erik Hovhammar, och fick anställning på bruket 1963. Mellan 1965 och 2003 var han konstnärlig ledare för bruket. Han skapade bland mycket annat bruksglas, karaffer, flaskor, ljusstakar, askfat, vaser och arkitektoniskt glas för brukets arkitekturglas-ateljé. Här kan nämnas fatserien Barock och serien Crister där besticken med glashandtag ingick som blev en stor försäljningsframgång.
Han utvecklade tekniken att blåsa upp glaspjäser i hålrummet i en tegelsten. När Apollo 11-astronauterna kom hem från första månresan fick de och Richard Nixon varsin Christer Sjögren-skulptur, skänkta av Lindshammar. Christer Sjögren arbetade gärna med sakralt glas, bland dem ett 16 kilo tungt altarkors i kristall från 1974 som finns i flera av Sveriges småkyrkor.
Hans konst uppmärksammades av en bredare publik efter en separatutställning i Stockholm 1959 där han visade skulpturer och betongreliefer. Därefter ställde han ut separat på bland annat Konsthantverkarna i Stockholm 1959, Lilla galleriet 1962, Form i Malmö 1965 och i Höganäs 1966. Tillsammans med Berndt Petterson och Birger Forsberg ställde han ut på De ungas salong i Stockholm 1959 och han ställde ut ett flertal gånger tillsammans med sin fru, bland annat på Konsthantverkarna i Stockholm. Han medverkade i utställningen Modern medaljkonst på Kungliga myntkabinettet 1955 och i den internationella medaljutställningen i Paris 1959 och 1961 samt i internationella utställningar av samtida medaljkonst i Wien och Rom. Han deltog i Sveriges allmänna konstförenings vårsalonger i Stockholm och Liljevalchs Stockholmssalonger samt utställningen Aspect 61 på Liljevalchs konsthall 1961. Han tilldelades Helge Ax:son Johnsons stiftelses stipendium 1955 och Ester Lindahl-stipendiet 1961–1962. Sjögren är representerad med medaljer vid Kungliga myntkabinettet och Nationalmuseum i Stockholm.
Christer Sjögren är gravsatt i minneslunden på Skogskyrkogården i Stockholm.

## Representation (urval)
- Nationalmuseum[2] i Stockholm
- Musée du Verre i Liegé
- Museum Haaretz i Tel Aviv